# Cynthia Murell
Cynthia Jayne Murell (* 21. Dezember 1984 in Cocoa Beach, Florida) ist eine US-amerikanische Schauspielerin.

## Leben
Murell kam im Jahr 1984 in Cocoa Beach zur Welt. Sie begann ihre Theaterausbildung beim Art’s Sake Acting Studio. Sie setzte ihre Ausbildung bei den Improvisationstheatergruppen The Groundlings, Upright Citizens Brigade und Improv Olympic West fort. Sie machte ihren Master in kreativen Schreiben an der University of Central Florida.
Sie ist 2007 in mehr als zwei Dutzend Film- und Fernsehproduktionen aufgetreten. So verkörperte sie z. B. die Rolle der Ronnie aus dem amerikanischen Horrorfilm Killer Beach. Des Weiteren ist sie auch in den Filmen wie Restored Me, Jake Squared und Confessions of a Womanizer zu sehen.

## Filmografie (Auswahl)
- 2007: F2f (Kurzfilm)
- 2007: Sydney White – Campus Queen (Sydney White)
- 2009: H2O Extreme
- 2009: Scare Zone
- 2012: 106 (Kurzfilm)
- 2013: New Girl (Fernsehserie, Episode 2x22)
- 2013: Jake Squared
- 2013: Cleaners (Fernsehserie, Episode 1x01)
- 2013: How I Met Your Mother (Fernsehserie, 2 Episoden)
- 2013: CSI: Vegas (CSI: Crime Scene Investigation, Fernsehserie, Episode 14x08)
- 2014: Confessions of a Womanizer
- 2014: Unconventional (Fernsehserie)
- 2014: Project Greenlight Finalist (Kurzfilm)
- 2014: Criminal Minds (Fernsehserie, Episode 10x09)
- 2015: The Pinhole Affect (Kurzfilm)
- 2015: The Operator – Eine Marble Hornets Story (Always Watching: A Marble Hornets Story)
- 2015: Killer Beach (The Sand)
- 2015: Of Fortune and Gold
- 2015–2017: Making a Scene with James Franco (Fernsehserie, 16 Episoden)
- 2016: Restored Me
- 2017: The Institute
- 2017: Actors Anonymous
- 2017: Fuller House (Fernsehserie, Episode 3x01)
- 2019: Zeroville
- 2020: Tinsel Town
- 2022: Im Dutzend noch billiger (Cheaper by the Dozen)
- 2022: Killing It (Fernsehserie, Episode 1x03)
- 2022: FBI: Most Wanted (Fernsehserie, Episode 4x01)
- 2023: Assassin’s Fury